# Šomrda
Šomrda je planina u istočnoj Srbiji, pripada grupi Karpatsko-balkanskih planina. Nalazi se u blizini Donjeg Milanovca. Najviši vrh, koji nosi isti naziv kao i planina, Šomrda, iznosi 803 metara nadmorske visine. Šomrda se nalazi u nacionalnom parku Đerdap u blizini jednog od najvećih i najznačajnijih mezolitskih i neolitskih arheoloških nalazišta, Lepenski Vir.

## Literatura
- Мала енциклопедија Просвета (3 изд.). Београд: Просвета. 1985. ISBN 978-86-07-00001-2.
- Марковић, Јован Ђ. (1990). Енциклопедијски географски лексикон Југославије. Сарајево: Свјетлост. ISBN 978-86-01-02651-3.